# Budějovická metróállomás
Budějovická egy metróállomás Prágában a prágai C metró vonalán. 1974 májusában nyílt meg, nevét České Budějovice városról kapta.

## Szomszédos állomások
A metróállomáshoz az alábbi állomások vannak a legközelebb:
- Pankrác (Letňany)
- Kačerov (Háje)

## Átszállási kapcsolatok
| C (Letňany ↔ Háje) |                                                                                    |                         |
| Állomás            | Átszállási kapcsolatok                                                             | Fontosabb létesítmények |
| Budějovická        | 117, 118, 121, 124, 134, 170, 193, 203, 332, 335, 337, 339, 362, 905, 910, 956, H1 |                         |